# ام‌وی کوهو
ام‌وی کوهو (به انگلیسی: MV Coho) یک کشتی است که طول آن ۳۴۱٫۵ فوت (۱۰۴٫۱ متر) می‌باشد. این کشتی در سال ۱۹۵۹ ساخته شد.